# Ряста, Стиг
Рауль-Стиг Ряста (эст. Raul-Stig Rästa, 24 февраля 1980, Таллин) — эстонский певец и автор песен, вместе с певицей Элиной Борн, представивший Эстонию на Евровидении-2015 с песней «Goodbye to Yesterday».
Он является соавтором песни «Play» Юри Поотсманна, которая представляла Эстонию на Евровидении-2016. Также он был соавтором песен Элины Борн на Eesti Laul 2013 и 2017 и автором их совместной песни на Евровидении-2015.

## Карьера

### Музыканта
Между 2002 и 2006 году он создал группу «Slobodan River» с Марией Итака и Томи Рахула. С 2006 года он играл в группе «Traffic», а также в «Outloudz» с 2010 года. В 2011 году он был участником пятого сезона шоу Let’s Dance. Он сотрудничал с Кариной Весман и они заняли четвёртое место. В 2012 году Стиг сыграл Морица в эстонской оригинальной постановке мюзикла «Весеннее пробуждение». Победив вместе с Элиной Борн на Eesti Laul 2015, получил право представлять Эстонию на конкурсе песни «Евровидение-2015». В финале они заняли 7-е место, набрав 106 баллов.

### Политика
25 марта 2025 года стало известно, что Стиг Ряста с 26 марта стал депутатом Рийгикогу от партии «Эстония 200», на парламентских выборах он набрал 1142 голоса. 26 марта принес присягу.

## Дискография

### Синглы
| «Goodbye to Yesterday» (с Элиной Борн)           | 2015 | 1  | 8 | 71 | 32 | 42 | 73 | 56 | 68 | н/д |
| «Home»                                           | 2018 | 24 | — | —  | —  | —  | —  | —  | —  | н/д |
| «—» обозначает, что сингл отсутствовал в чартах. |      |    |   |    |    |    |    |    |    |     |

## Семья
Женат на Карине Ряста, воспитывают дочерей Луми и Саду. С 2024 года с семьей переехал жить в Швецию.

## Государственные награды
Кавалер ордена Белой звезды 5 класса (Эстония, 2023 год)